# Capitani coraggiosi (film 1937)
Capitani coraggiosi (Captains Courageous) è un film del 1937 diretto da Victor Fleming, tratto dall'omonimo romanzo di Rudyard Kipling, interpretato da Spencer Tracy, che si aggiudicò l'Oscar.

## Trama
Frank Burton Cheyne, un ricco industriale, trascura il figlio adolescente Harvey, al punto che il ragazzo è diventato un ribelle presuntuoso e incline a raccontare frottole. Per via del suo atteggiamento arrogante, a scuola Harvey viene evitato da tutti, finché un giorno - nella tipografia dell'istituto - è coinvolto in una zuffa con un suo coetaneo, e ha la peggio. Scappato da scuola, raggiunge il padre nel suo ufficio, e gli racconta un sacco di bugie sul motivo della sua fuga.
Il direttore e il maestro di Harvey fanno visita a Frank Cheyne, comunicandogli la prima decisione di sospendere il ragazzo per tre mesi, e raccontandogli la verità sul comportamento del figlio. Cheyne comprende che è giunto il momento di riprendere in mano la situazione, prima che sia troppo tardi.
Approfittando della forzata "vacanza", Cheyne porta Harvey con sé in crociera su una delle sue navi, ma anche a bordo il ragazzo non esita a comportarsi in maniera arrogante e, per fare lo sbruffone con due ragazzini, mangia una decina di gelati, si sente male e ruzzola in mare. Per sua fortuna, viene ripescato da Manuel Fidello, un pescatore di professione che lo trae in salvo a bordo della sua barca, lo rianima e lo porta sul peschereccio da cui è partito.
Nonostante gli atteggiamenti spavaldi del ragazzino, Manuel lo prende a benvolere e lo difende dall'ostilità degli altri componenti della battuta di pesca. Nei giorni successivi, Manuel insegna a Harvey a pescare e, complice anche la dura vita di mare, a vivere.
In un grave incidente di pesca Manuel resta ucciso, e in quel frangente Harvey si rende conto di essere diventato un uomo; potrà tornare dal padre, trasformato grazie a Manuel e alle esperienze appena vissute.

## Riconoscimenti
- 1938 - Premio Oscar
  - Miglior attore protagonista a Spencer Tracy
  - Candidatura Miglior film alla MGM
  - Candidatura Migliore sceneggiatura non originale a Marc Connelly, John Lee Mahin e Dale Van Every
  - Candidatura Miglior montaggio a Elmo Veron
- 1937 - National Board of Review Award
  - Migliori dieci film